# Markus Rolli
Markus Rolli (* 12. Dezember 1991 in Waghäusel) ist ein deutscher Triathlet.

## Werdegang
Der Baden-Württemberger Markus Rolli studierte Wirtschaftsinformatik und arbeitete seit Herbst 2014 in der IT-Abteilung einer Bank.
Seit 2017 startet er als Triathlon-Profi. Im November 2017 konnte der 25-Jährige mit dem Ironman 70.3 Thailand auf der Mitteldistanz (1,9 km Schwimmen, 90 km Radfahren und 21,1 km Laufen) sein erstes Ironman 70.3-Rennen gewinnen.
2018 konnte er sich für einen Startplatz bei den Ironman 70.3 World Championships im September in Südafrika qualifizieren, wo er den 13. Rang belegte.

## Sportliche Erfolge
| Datum/Jahr    | Rang | Wettbewerb                     | Austragungsort | Zeit     | Bemerkung                                                                  |
| ------------- | ---- | ------------------------------ | -------------- | -------- | -------------------------------------------------------------------------- |
| 29. Juli 2018 | 2    | HeidelbergMan                  | Heidelberg     | 02:03:49 | hinter Julian Erhardt (1,6 km Schwimmen, 35 km Radfahren und 10 km Laufen) |
| 21. Juli 2018 | 2    | RömerMan                       | Ladenburg      | 02:08:14 |                                                                            |
| 27. Mai 2018  | 1    | Löwentriathlon                 | Freilingen     | 01:57:07 |                                                                            |
| 19. Nov. 2017 | 7    | Laguna Phuket Triathlon        | Ko Phuket      | 02:28:46 | 1,8 km / 50 km / 12 km                                                     |
| 27. Aug. 2017 | 2    | V-Card Triathlon               | Viernheim      | 01:51:45 | Zweiter hinter Sebastian Kienle                                            |
| 30. Juli 2017 | 1    | HeidelbergMan                  | Heidelberg     | 01:59:23 | [ 4 ]                                                                      |
| 22. Juli 2017 | 5    | RömerMan                       | Ladenburg      | 02:09:07 |                                                                            |
| 28. Aug. 2016 | 2    | V-Card Triathlon               | Viernheim      | 01:59:07 | Zweiter hinter Patrick Lange                                               |
| 31. Juli 2016 | 3    | Summertime Triathlon Kraichgau | Karlsdorf      | 01:49:44 |                                                                            |
| 31. Juli 2016 | 3    | HeidelbergMan                  | Heidelberg     | 02:01:37 | Erster Platz In der AK 25-29                                               |
| 23. Juli 2016 | 2    | RömerMan                       | Ladenburg      | 02:06:45 |                                                                            |
| 27. Juli 2014 | 13   | HeidelbergMan                  | Heidelberg     | 02:07:33 |                                                                            |

| Datum/Jahr    | Rang | Wettbewerb                       | Austragungsort | Zeit     | Bemerkung                       |
| ------------- | ---- | -------------------------------- | -------------- | -------- | ------------------------------- |
| 8. Sep. 2019  | 40   | Ironman 70.3 World Championships | Nizza          | 04:20:52 | [ 5 ]                           |
| 24. März 2019 | 1    | Ironman 70.3 Davao               | Davao          | 03:49:29 |                                 |
| 16. Sep. 2018 | DNF  | Ironman 70.3 Nizza               | Nizza          | –        |                                 |
| 2. Sep. 2018  | 13   | Ironman 70.3 World Championships | Port Elizabeth | 03:54:15 |                                 |
| 17. Juni 2018 | 5    | Challenge Heilbronn              | Heilbronn      | 03:53:53 |                                 |
| 3. Juni 2018  | 6    | Ironman 70.3 Kraichgau           | Kraichgau      | 04:00:21 |                                 |
| 29. Apr. 2018 | 13   | Ironman 70.3 Marbella            | Marbella       | 04:08:15 |                                 |
| 25. Nov. 2017 | 1    | Ironman 70.3 Thailand            | Ko Phuket      | 03:49:02 |                                 |
| 11. Juni 2017 | 2    | Ironman 70.3 Kraichgau           | Kraichgau      | 04:07:04 | Zweiter hinter Sebastian Kienle |
| 21. Mai 2017  | 6    | Ironman 70.3 Austria             | St. Pölten     | 04:07:36 |                                 |
| 11. Sep. 2016 | 7    | Ironman 70.3 Rügen               | Binz           | 03:55:12 | Erster Platz In der AK 25-29    |
| 19. Juni 2016 | 6    | Challenge Heilbronn              | Heilbronn      | 04:03:41 |                                 |
| 5. Juni 2016  | 11   | Ironman 70.3 Kraichgau           | Kraichgau      | 04:05:27 | Erster Platz In der AK 25-29    |

| Datum/Jahr    | Rang | Wettbewerb                    | Austragungsort | Zeit     | Bemerkung |
| ------------- | ---- | ----------------------------- | -------------- | -------- | --------- |
| 31. Dez. 2019 | 1    | Schifferstadter Silvesterlauf | Schifferstadt  | 00:33:18 | 10 km     |